# Sânpaul (Mureș)
Sânpaul alte Schreibweise Sînpaul [ˈsɨnpaul] (deutsch Paulsdorf oder auch Palesdorf, ungarisch Kerelőszentpál) ist eine Gemeinde im Kreis Mureș in der Region Siebenbürgen in Rumänien.

## Geographische Lage

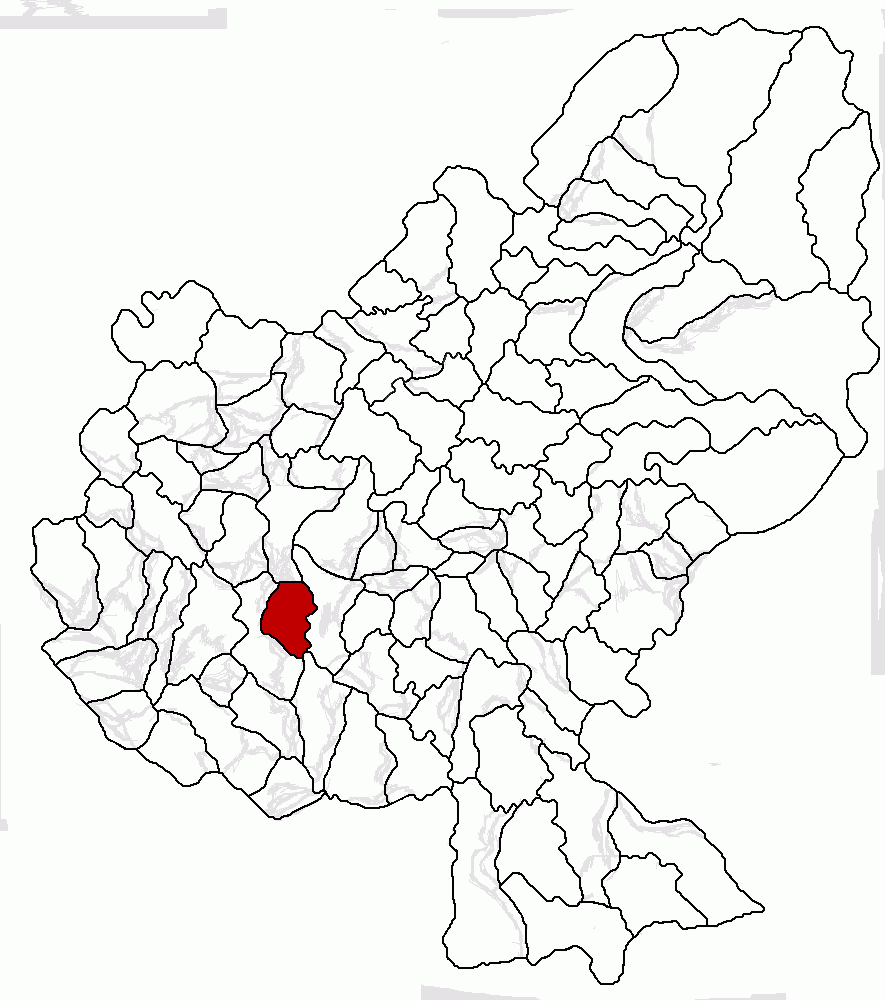
Lage der Gemeinde Sânpaul im Kreis Mureș

Die Gemeinde Sânpaul liegt im Norden des Kokeltals (Podișul Târnavelor) im südwestlichen Teil des Kreises Mureș. Am Oberlauf des Mureș (Mieresch), der Nationalstraße DN15 – hier Teil der Europastraße 60 – und der Bahnstrecke Alba Iulia–Târgu Mureș, befindet sich der Ort Sânpaul etwa auf halber Strecke zwischen den Kleinstädten Iernut (Radnuten) und Ungheni (Nyaradfluss) und 21 Kilometer südwestlich von der Kreishauptstadt Târgu Mureș (Neumarkt am Mieresch) entfernt.
Die vier eingemeindeten Dörfer befinden sich etwa zwei bis sechs Kilometer vom Gemeindezentrum entfernt.

## Geschichte
Der Ort Sânpaul wurde erstmals 1332 urkundlich erwähnt. 1610 erwarb die ungarische Adelsfamilie Haller den Ort und errichtete hier ein Landhaus. Auf dem Areal Sânpauls, von den Einheimischen genannt Fântâna Sărată, wurde außer archäologischen Gegenständen der Römer- bis in die Jungsteinzeit, eine Grabstätte aus Steinplatten aus der Bronzezeit gefunden.
Des Weiteren wurde am Hügel Dealul Pietros oder auch Dealul Stânii genannt, ein Hügelgrab der Bronzezeit zugeordnet. Auf eine Besiedlung des Ortes deuten weitere Siedlungsreste nördlich des Dorfes am Bach Homorodul Mare. Zahlreiche Funde der Römerzeit aus dem Gemeindezentrum wurden auf mehrere Städte Rumäniens und nach Budapest verteilt. Auf dem Gebiet von Sânpaul wurde Salz nicht nur in der Römerzeit, vermutlich schon seit der Prähistorie gefördert.
Auf dem Kapellenberg befindet sich eine Familiengruft der ungarischen Adelsfamilie Haller.
Im eingemeindeten Dorf Valea Izvoarelor (Bessen) wurden bei Teleacul Mic, archäologische Funde einer Siedlung, die in das 1. Jahrhundert v. Chr. und bei La Măzăriște in das 4. Jahrhundert deuten, gemacht.
Im Königreich Ungarn gehörten die eingemeindeten Dörfer Sânmărghita (ungarisch Mezőszentmargita) und Dileu Nou (ungarisch Magyardellő) dem Stuhlbezirk Marosludas (Luduș) im Komitat Torda-Aranyos und restliche Orte dem Stuhlbezirk Radnót (Iernut) im Komitat Klein-Kokelburg an. Anschließend gehörten die Dörfer den historischen Kreisen Târnava-Mică, Mureș und Odorhei, und ab 1950 dem heutigen Kreis Mureș an.

## Bevölkerung
Die Bevölkerung der Gemeinde Sânpaul entwickelte sich wie folgt:
| 1850 | 2.561 | 1.275 | 1.031 | 1 | 254                |
| 1941 | 3.716 | 1.647 | 1.690 | 7 | 372                |
| 1977 | 4.177 | 1.806 | 1.946 | 4 | 421                |
| 2002 | 4.016 | 1.415 | 1.574 | 2 | 1.025              |
| 2011 | 4.233 | 1.309 | 1.466 | - | 1.458 (Roma 1.308) |
| 2021 | 4.320 | 1.237 | 1.408 | - | 2.201 (Roma 1.263) |

Seit 1850 wurde auf dem Gebiet der heutigen Gemeinde die höchste Einwohnerzahl und die der Roma 2011 registriert. Die höchste Einwohnerzahl der Magyaren (2.044) wurde 1966, die der Rumänen 1977 und die der Rumäniendeutschen (17) 1900 ermittelt.

## Sehenswürdigkeiten
- Im Gemeindezentrum die römisch-katholische Kirche, im 14. Jahrhundert errichtet und im 18. umgebaut, die Ruine des Herrenhauses Haller samt Anwesen, im 17. Jahrhundert errichtet, und der Getreidespeicher im 18. Jahrhundert errichtet, stehen unter Denkmalschutz. Des Weiteren wird eine Römerstraße dem 2. oder 3. Jahrhundert zugeordnet.[7]
- Im eingemeindeten Dorf Chirileu (Laußen) die Büste von Vasile Moldovan, stehen unter Denkmalschutz[7] und eine Römerstraße wird hier vermerkt.[9]
- Im eingemeindeten Dorf Dileu Nou die reformierte Kirche, 1908 errichtet.[10]
- Im eingemeindeten Dorf Sânmărghita die Holzkirche Sfinții Arhangheli, im 18. Jahrhundert errichtet, steht unter Denkmalschutz.[7]

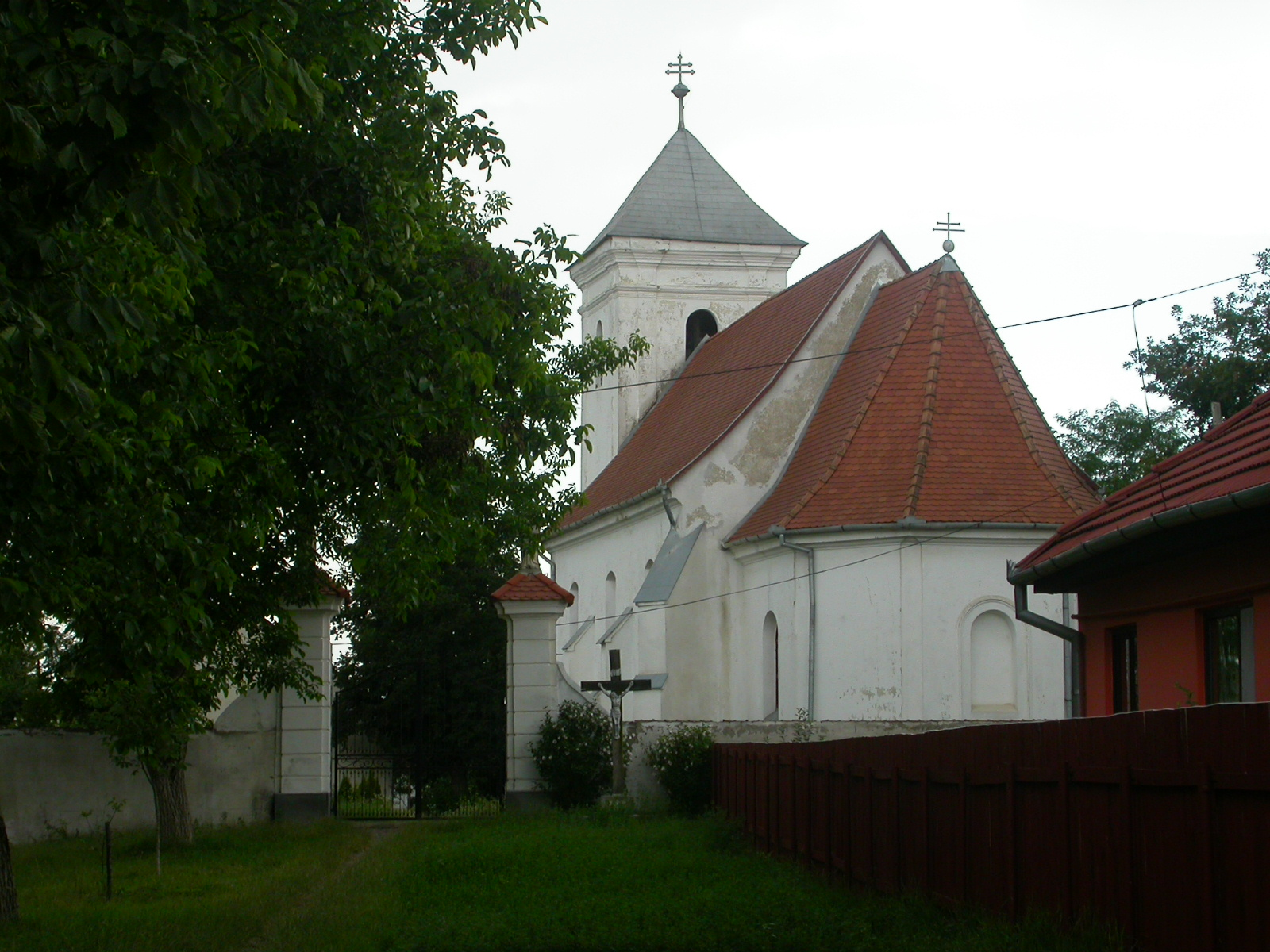
Römisch-katholische Kirche in Sânpaul
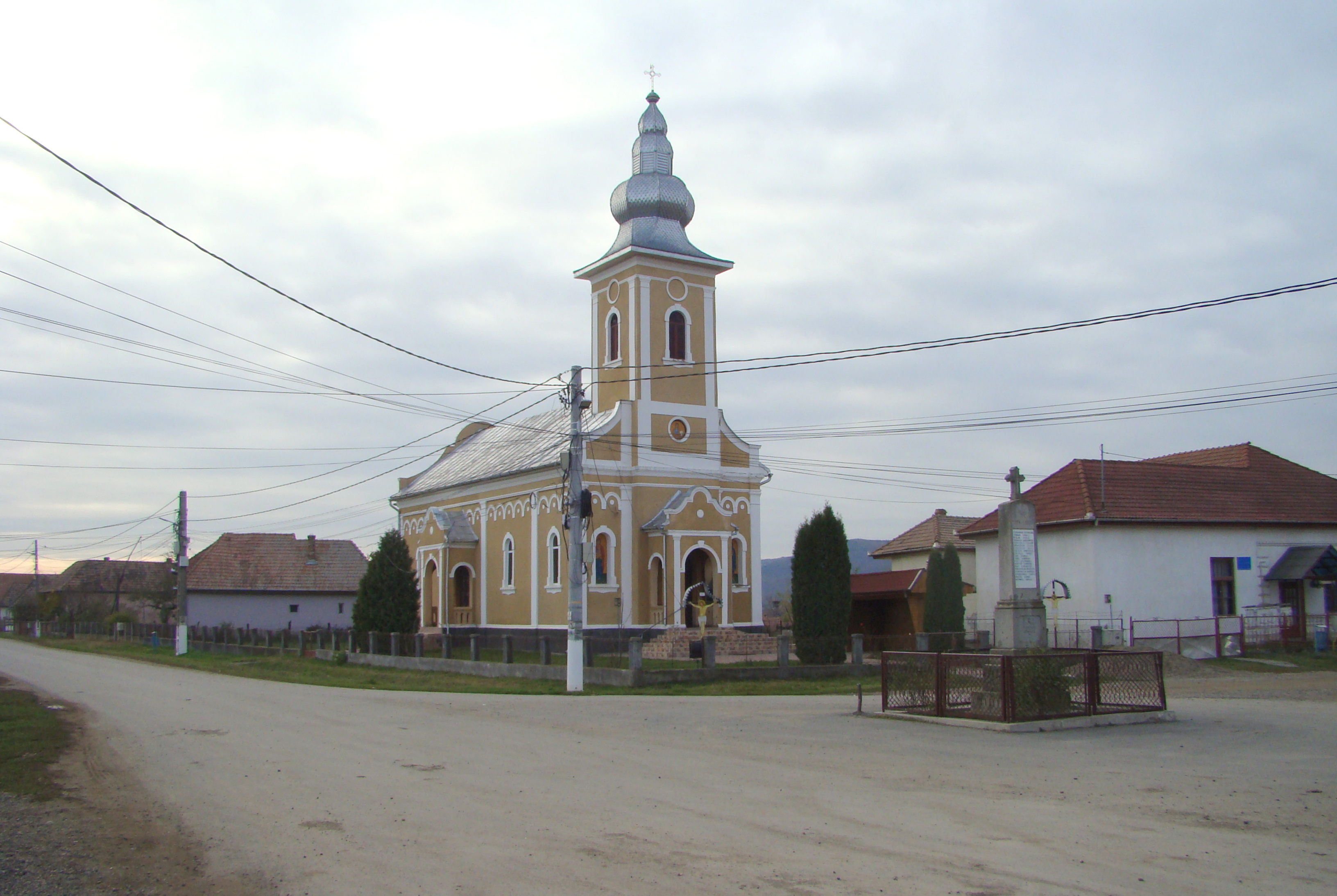
Orthodoxe Kirche in Chirileu
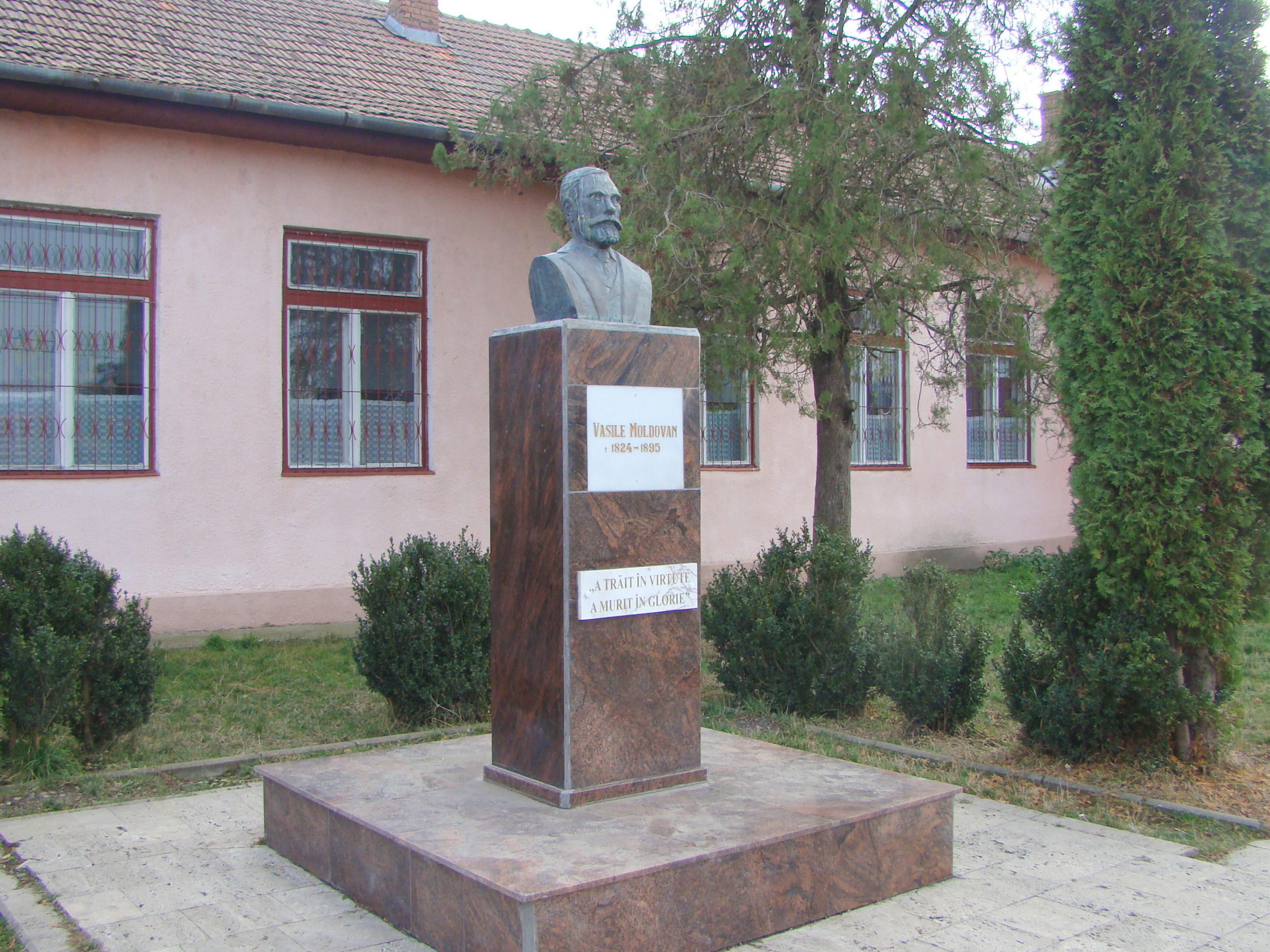
Büste von Vasile Moldovan in Chirileu
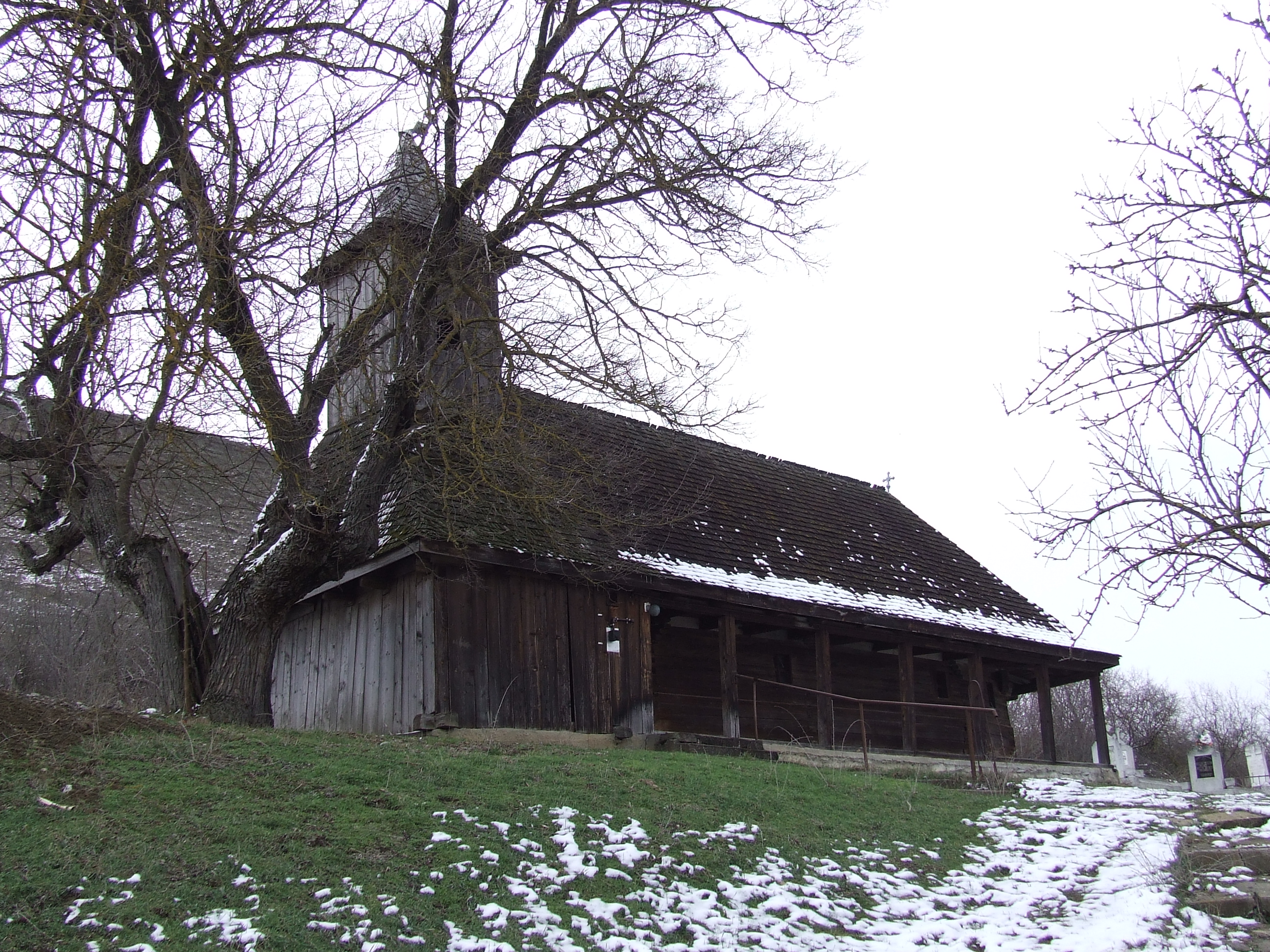
Holzkirche in Sânmărghita

## Persönlichkeit
- Vasile Moldovan (1824–1895), war ein Präfekt in den Legionen der Revolution von 1848 in Siebenbürgen.[11]

## Städtepartnerschaften
Die Gemeinde Sânpaul pflegt laut einem strategischen Entwicklungsplan Sânpauls von 2014 bis 2020 Partnerschaft mit:
- Tápiószőlős im Kreis Cegléd in Ungarn